# Ядерна енергетика Швеції
Ядерна енергетика Швеції базується на її власних запасах урану і трьох діючих атомних електростанціях з 6 діючими ядерними реакторами, які виробляють близько 29,8% електроенергії в країні, Найбільша електростанція країни, АЕС Форсмарк, має три реактори, які виробляють 3,3 ГВт і 14% електроенергії Швеції.
Швеція була другою країною в Європі за часткою ядерної енергетики у виробництві електроенергії, яка забезпечувала на 1980 рік 40 % потреб економіки. Виведення частини реакторів із експлуатації зробили країну залежною від імпорту енергоресурсів.
Раніше у Швеції була політика відмови від атомної енергетики, яка мала на меті припинити виробництво атомної енергії в Швеції до 2010 року. 5 лютого 2009 року уряд Швеції оголосив про угоду, що дозволяє заміну існуючих реакторів, фактично припиняючи політику відмови від ядерної енергетики.
У червні 2023 року новий кабінет Крістерссона, створений після виборів у країні 2022 року, проголосував за перехід національної енергетичної цілі зі 100% відновлюваної електроенергії до 2045 року на 100% електроенергію без використання викопного палива до 2045 року. Цей крок сприймається як підтримка та розширення поточного використання електроенергії ядерної енергетики в країні. На той час гідро-, атомна та вітрова енергетика вже виробляла 98% електроенергії Швеції, і уряд мав на меті збільшити виробництво електроенергії з безвуглецевих джерел, щоб забезпечити подвоєння національного споживання електроенергії до 2040 року.

## Історія

Виробництво електроенергії в Швеції за видами

Швеція розпочала дослідження ядерної енергетики в 1947 році, заснувавши Атомну енергетичну компанію AB Atomenergi, яка бере свій початок у військових дослідженнях і розробках, які проводилися в Інституті оборони FOA.
У 1954 році країна побудувала свій перший малий науково-дослідний важководний реактор — ядерний реактор R1, який був демонтований у 1970 році.
За ним з’явилися два важководні реактори: ядерний реактор Ågesta або R3, невеликий теплоенергетичний реактор у 1964 році, і ядерний реактор Marviken або R4, який був закінчений, але ніколи не експлуатувався (ніколи не завантажувався ядерним паливом), через низку питань безпеки. Реактор R3 припинив свою роботу в 1974 році і має бути знесений, а роботи почнуться в 2020 році і закінчаться в 2025 році. Проект R4 було скасовано в 1970 році, і з тих пір це місце використовується в неядерних потужностях.
Також реактор під назвою ядерний реактор R2, другий ядерний реактор у Швеції, був побудований у Студсвіку, на схід від Нючепінга. Студсвік також розміщував реактор під назвою ядерний реактор R2-0. І R2, і R2-0 були невеликими дослідницькими реакторами, і обидва були виведені з експлуатації в 2005 році. Крім того, існував також третій дослідницький реактор у Студсвіку під назвою ядерний реактор FR-0, який був швидким реактором нульової потужності з низькою вихідною потужністю. Експлуатувався в 1964–1971 роках, а потім був розібраний.
1 травня 1969 року на прототипі атомної когенераційної станції Ågestaverket (R3) стався інцидент, під час якого вода вторинного охолодження залилася через зламаний клапан і спричинила низку електричних проблем на станції, що призвело до зупинки на 4 дні.
R1, R3 і, зокрема, так і не завершений проект R4 на Marviken були важководними реакторами, мотивованими можливістю використання шведського урану без ізотопного збагачення та можливістю використання реакторів для виробництва збройового плутонію для шведських ядерних боєголовок. Проте шведська програма створення ядерної зброї була зрештою закрита, і Швеція підписала договір про нерозповсюдження ядерної зброї в 1968 році.
Шість ядерних реакторів почали комерційну експлуатацію в 1970-х роках, а ще шість – до 1985 року. Дев’ять реакторів були розроблені компанією Allmänna Svenska Elektriska Aktiebolaget (ASEA), а три – компанією Westinghouse.

### Плани поетапного виведення з експлуатації
Після аварії на Три-Майл-Айленді в 1979 році у Швеції відбувся національний референдум щодо майбутнього атомної енергетики. У результаті цього Риксдаг у 1980 році вирішив, що атомні електростанції більше не будуватимуться, а відмова від атомної енергії має бути завершена до 2010 року. Деякі спостерігачі засудили референдум як помилковий, оскільки люди могли проголосувати лише "НІ до ядерної", хоча три варіанти в основному були жорсткішим або м'якшим "НІ".
Після аварії на Чорнобильській АЕС 1986 року в СРСР знову постало питання безпеки атомної енергетики. У липні 1992 року інцидент на Барсебьок 2 показав, що п'ять старих киплячих реакторів мали потенційно знижену потужність у своїх системах аварійного охолодження активної зони з моменту початку роботи. Мінеральна вата була зміщена і опинилася в резервуарі придушення, де вона засмічувала всмоктувальні фільтри. Він був класифікований як інцидент 2 ступеня за шкалою INES МАГАТЕ через погіршення глибинного захисту. Ядерна інспекція наказала зупинити всі п’ять реакторів для усунення недоліків, де було встановлено зворотну промивку та додаткові сітчасті фільтри. Більшість реакторів знову запрацювали наступної весни, але Оскарсгамн 1 залишався непрацюючим до січня 1996 року через інші роботи, які проводилися.
Наприкінці 1990-х років було запроваджено унікальний податок на потужність атомної енергетики (податок на ефект). Спочатку він був встановлений на рівні 5 514 шведських крон за МВтт на місяць і застосовувався лише до атомних електростанцій, таким чином завдаючи їм штрафу порівняно з іншими джерелами енергії. У січні 2006 року він був майже вдвічі більшим (на рівні 10 200 шведських крон за МВтт на місяць). Угода, укладена в червні 2016 року, серед іншого, означала, що податок на потужність буде скасовано до 2019 року. На той час податок становив близько третини вартості експлуатації ядерного реактора.
У 1997 році Риксдаг вирішив зупинити один із реакторів АЕС у Барсебьоку до 1 липня 1998 року, а другий – до 1 липня 2001 року, але за умови компенсації їх виробництва енергії. Наступний консервативний уряд намагався скасувати поетапне виведення з виробництва, але після протестів замість цього вирішив продовжити часовий ліміт до 2010 року. У Barsebäck блок 1 було закрито 30 листопада 1999 року, а блок 2 — 1 червня 2005 року.
У серпні 2006 року три з десяти ядерних реакторів Швеції були закриті через проблеми безпеки після інциденту на атомній електростанції Форсмарк, під час якого два з чотирьох аварійних генераторів вийшли з ладу, що спричинило дефіцит електроенергії. Він був класифікований як інцидент 2 ступеня за шкалою INES через погіршення глибини захисту.
У 2006 році Центристська партія Швеції, опозиційна партія, яка до того часу підтримувала поступову відмову, оголосила, що припиняє свою опозицію ядерній енергетиці, принаймні на даний момент, стверджуючи, що очікувати поетапної відмови від неї нереально в короткостроковій перспективі. Вона заявила, що тепер підтримає позицію інших опозиційних партій в Альянсі за Швецію, які були значно більш проядерними, ніж тодішній соціал-демократичний уряд.

### Припинення відмови
17 червня 2010 року Риксдаг ухвалив рішення, яке дозволяє заміну наявних реакторів на нові ядерні реактори, починаючи з 1 січня 2011 року.
У червні 2016 року коаліційний уряд ухвалив рішення про скасування податку на виробництво атомної енергії в 2019 році та послідовну заміну наявних реакторів на нові. У жовтні 2022 року нове керівництво Швеції вирішило перезапустити реактори Ringhals 1 і 2 і перевірити конструкції інших реакторів.

### Ядерне відродження
У червні 2023 року новий кабінет Крістерссона, створений після виборів у країні 2022 року, проголосував за перехід національної енергетичної цілі зі 100% відновлюваної електроенергії до 2045 року на 100% електроенергію без використання викопного палива до 2045 року. Цей крок сприймається як підтримка та розширення поточного використання електроенергії ядерної енергетики в країні. На той час гідро-, атомна та вітрова енергетика вже виробляла 98% електроенергії Швеції, і уряд мав на меті збільшити виробництво електроенергії з безвуглецевих джерел, щоб забезпечити подвоєння національного споживання електроенергії до 2040 року.
У листопаді 2023 року було розкрито більше деталей щодо нової ядерної політики, яка має набути чинності 1 січня 2024 року. Поточний ліміт на 10 реакторів буде скасовано, процес отримання дозволів буде скорочено, і нові ядерні реактори будуть дозволені також на нових майданчиках, а не лише на існуючих. Була оголошена ціль 2500 МВт ядерної енергії до 2035 року, оскільки очікується, що до 2045 року споживання електроенергії зросте до 300 ТВт-год.

## Перелік електричних ядерних реакторів
| Назва      | Блок №. | Реактор | Реактор            | Статус                               | Чиста потужність (MW) | Початок будівництва | Комерційне використання | Закриття          |
| Назва      | Блок №. | Тип     | Модель             | Статус                               | Чиста потужність (MW) | Початок будівництва | Комерційне використання | Закриття          |
| ---------- | ------- | ------- | ------------------ | ------------------------------------ | --------------------- | ------------------- | ----------------------- | ----------------- |
| Огеста     | 1       | PHWR    | R3                 | Виведений з експлуатації             | 10                    | 1 грудня 1957       | 1 травня 1964           | 2 червня 1974     |
| Барсебек   | 1       | BWR     | ASEA-II            | Відключений/виведення з експлуатації | 600                   | 1 лютого 1971       | 1 липня 1975            | 30 листопада 1999 |
| Барсебек   | 2       | BWR     | ASEA-II            | Відключений/виведення з експлуатації | 600                   | 1 січня 1973        | 1 липня 1977            | 31 травня 2005    |
| Форсмарк   | 1       | BWR     | ASEA-III, BWR-2500 | Функціонує                           | 986                   | 1 червня 1973       | 10 грудня 1980          |                   |
| Форсмарк   | 2       | BWR     | ASEA-III, BWR-2500 | Функціонує                           | 1116                  | 1 січня 1975        | 7 липня 1981            |                   |
| Форсмарк   | 3       | BWR     | ASEA-IV, BWR-3000  | Функціонує                           | 1167                  | 1 січня 1979        | 18 серпня 1985          |                   |
| Оскарсгамн | 1       | BWR     | ASEA-I             | Відключений/виведення з експлуатації | 473                   | 1 серпня 1966       | 6 лютого 1972           | 19 червня 2017    |
| Оскарсгамн | 2       | BWR     | ASEA-II            | Відключений/виведення з експлуатації | 638                   | 1 вересня 1969      | 1 січня 1975            | 22 грудня 2016    |
| Оскарсгамн | 3       | BWR     | ASEA-III, BWR-3000 | Функціонує                           | 1450                  | 1 травня 1980       | 15 серпня 1985          |                   |
| R4         | 1       |         |                    | Незавершений                         | 130                   |                     |                         | 1970              |
| Рінґгальс  | 1       | BWR     | ASEA-I             | Відключений                          | 881                   | 1 лютого 1969       | 1 січня 1976            | 31 грудня 2020    |
| Рінґгальс  | 2       | PWR     | WH 3-loops         | Відключений                          | 904                   | 1 жовтня 1970       | 1 травня 1975           | 30 грудня 2019    |
| Рінґгальс  | 3       | PWR     | WH 3-loops         | Функціонує                           | 1062                  | 1 вересня 1972      | 9 вересня 1981          |                   |
| Рінґгальс  | 4       | PWR     | WH 3-loops         | Функціонує                           | 1104                  | 1 листопада 1973    | 21 листопада 1983       |                   |

## Виведені реактори
Виведені з експлуатації ядерні реактори Швеції:
- Реактор R1, демонтований у 1970 році
- Реактор R2, виведений з експлуатації в 2005 році
- Реактор Р2-0, виведений з експлуатації в 2005 році
- Реактор FR-0, демонтований після 1971 року
- Атомна станція Ågesta R3, виведена з експлуатації 1974 р., знесення заплановано на 2020-2025 рр.
- Ядерний реактор R4, скасований у 1970 році
- Реактор 1 атомної електростанції Barsebäck, виведений з експлуатації 1999 р., знесення заплановано на 2020-2028 рр.
- Реактор 2 атомної електростанції Barsebäck, виведений з експлуатації 2005 р., знесення заплановано на 2020-2028 рр.
- Енергоблок 1 атомної електростанції Oskarshamn, виведений з експлуатації 2017 р., знесення заплановано на 2020-2028 рр.
- Блок 2 атомної електростанції Oskarshamn, виведений з експлуатації 2016 р., знесення заплановано на 2020-2028 рр.
- Атомна електростанція Ringhals R1, виведена з експлуатації у 2020 році
- Атомна електростанція Ringhals R2, виведена з експлуатації у 2019 році

У 2017 році консорціум General Electric Hitachi за підсумками тендера почав демонтаж внутрішніх пристроїв реакторів АЕС «Оскарсгамн», а в січні 2019 завершив його. 29 квітня того ж року були оприлюднені підсумки тендера на демонтаж двох корпусів реакторів першого і другого енергоблоку АЕС «Оскарсгамн» і двох корпусів на АЕС «Барсебьок». Його виграли Uniper Anlagenservice і Nukem Technology. Остання має досвід виведення з експлуатації АЕС у Німеччині, у Франції, дослідницького реактора і паливного заводу у Німеччині, об'єктів в Іспанії, Китаї, ПАР, Болгарії, Чехії, будівництва сховища радіоактивних відходів у Чорнобилі, виведення з експлуатації АЕС "Ігналіна" в Литві. З 2010 року ця баварська компанія на 100 % належить концерну "Росатом".

## Паливний цикл
У 2024 році Міністр клімату та навколишнього середовища Швеції Роміна Пурмохтарі оголосила про початок розслідування щодо скасування в країні заборони на видобуток урану. Цей крок привітала австралійська компанія Aura Energy, яка сподівається видобувати уран як побічний продукт зі свого 100% поліметалічного проекту Häggån у Швеції.

## Громадська думка
Поетапна відмова від ядерної енергії викликає суперечки у Швеції. Виробництво енергії на інших атомних електростанціях було значно збільшено в останні роки, щоб компенсувати закриття Barsebäck.
У 2004 році лише 7 % населення Швеції вважало ядерну енергетику загрозою для навколишнього середовища. Відповідно до одного з недавніх опитувань, лише 17 % населення виступають за закриття всіх атомних реакторів .
У травні 2005 року опитування мешканців навколо Барсебьока показало, що 94% бажають її залишити. Подальший витік радіоактивної води зі сховища ядерних відходів у Форсмарку не призвів до серйозних змін у громадській думці. Згідно з опитуванням, проведеним у січні 2008 року, 48% шведів висловилися за будівництво нових ядерних реакторів, 39% були проти і 13% не визначилися. Однак катастрофа на атомній електростанції «Фукусіма-Дайчі» в Японії у 2011 році перекреслила попередню підтримку ядерної енергетики: опитування показали, що 64% шведів виступають проти нових реакторів, тоді як 27% підтримують їх. Проте в опитуванні в листопаді 2019 року громадська думка змінилася: 78% висловилися на користь атомної енергетики і лише 11% проти.
Попередня громадська підтримка ядерної енергетики відрізнялася від позицій основних політичних партій у Швеції, але після опитувань наприкінці 2019 року дебати змінилися, і партії, які хочуть побудувати нову атомну енергетику в Швеції (SD, M, KD, L) висунули вимогу до провідної урядової партії, соціал-демократів, обрати шлях вперед, інакше вони можуть розірвати діючу енергетичну угоду та працювати над реформуванням політики щодо ядерної енергетики поза впливом уряду меншості.

## Ядерні відходи
Швеція має добре розвинену політику поводження з ядерними відходами. Зараз низькоактивні відходи зберігаються на майданчиках реакторів або знищуються в Студсвіку. Країна виділила корабель M/S Sigyn для транспортування відходів із електростанцій до сховищ. Швеція також побудувала постійне підземне сховище, SFR, кінцеве сховище для короткоіснуючих радіоактивних відходів, місткістю 63 000 кубічних метрів для середньо- та низькоактивних відходів. Центральне тимчасове сховище відпрацьованого ядерного палива «Клаб» розташоване поблизу Оскарсгамна. Уряд також визначив двох потенційних кандидатів на захоронення додаткових відходів (високоактивних), Oskarshamn і Östhammar.

## Антиядерні активісти

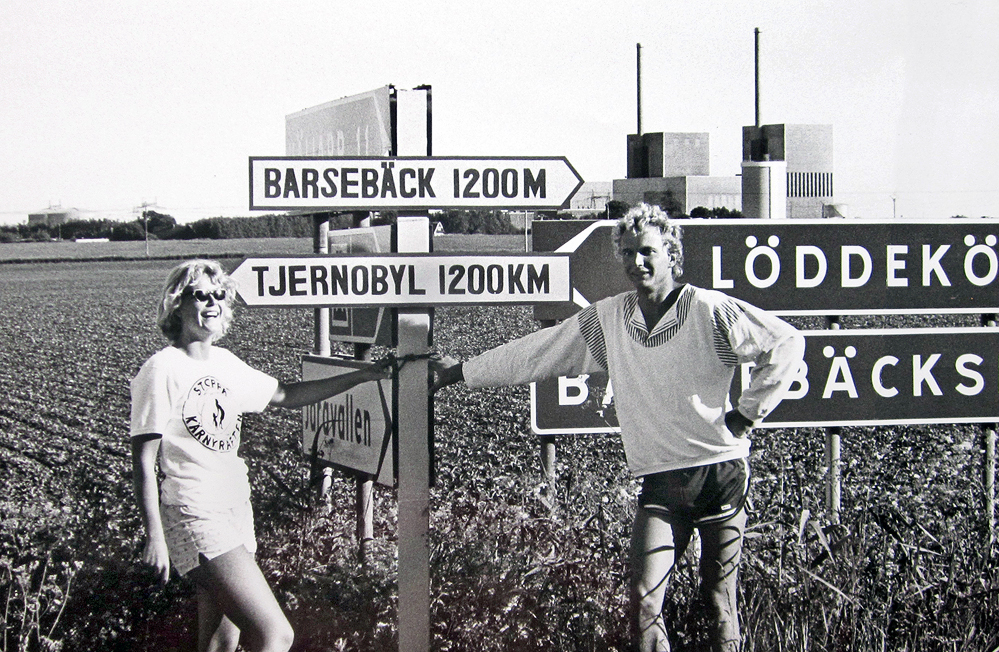
Екоактивісти перед АЕС Барсебьок. Ці дорожні знаки були встановлені на дорогах навколо електростанції через два тижні після Чорнобильської катастрофи.

У червні 2010 року антиядерні активісти Грінпіс вторглися на атомну електростанцію Форсмарк на знак протесту проти тодішнього плану скасувати урядову заборону на будівництво нових атомних електростанцій. У жовтні 2012 року 20 активістів Грінпіс піднялися на зовнішню огорожу атомної станції Ringhals, а також відбулося вторгнення 50 активістів на станцію Forsmark. Грінпіс заявив, що його ненасильницькі дії були протестами проти продовження роботи цих реакторів, які, на його думку, є небезпечними в європейських стрес-тестах, і щоб підкреслити, що стрес-тести не зробили нічого, щоб підготуватися до загроз ззовні станції. У звіті шведського ядерного регулятора говориться, що «поточний загальний рівень захисту від диверсій є недостатнім». Хоча на шведських атомних електростанціях є охорона, за реагування на надзвичайні ситуації відповідає поліція. У звіті критикується рівень співпраці між персоналом ядерного майданчика та поліцією у разі диверсії чи нападу.

## Галерея

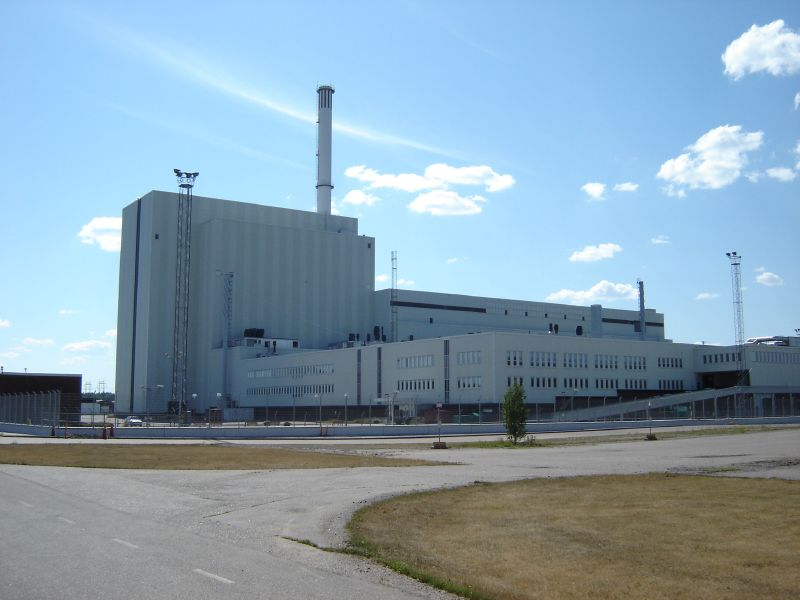
Форсмарська АЕС
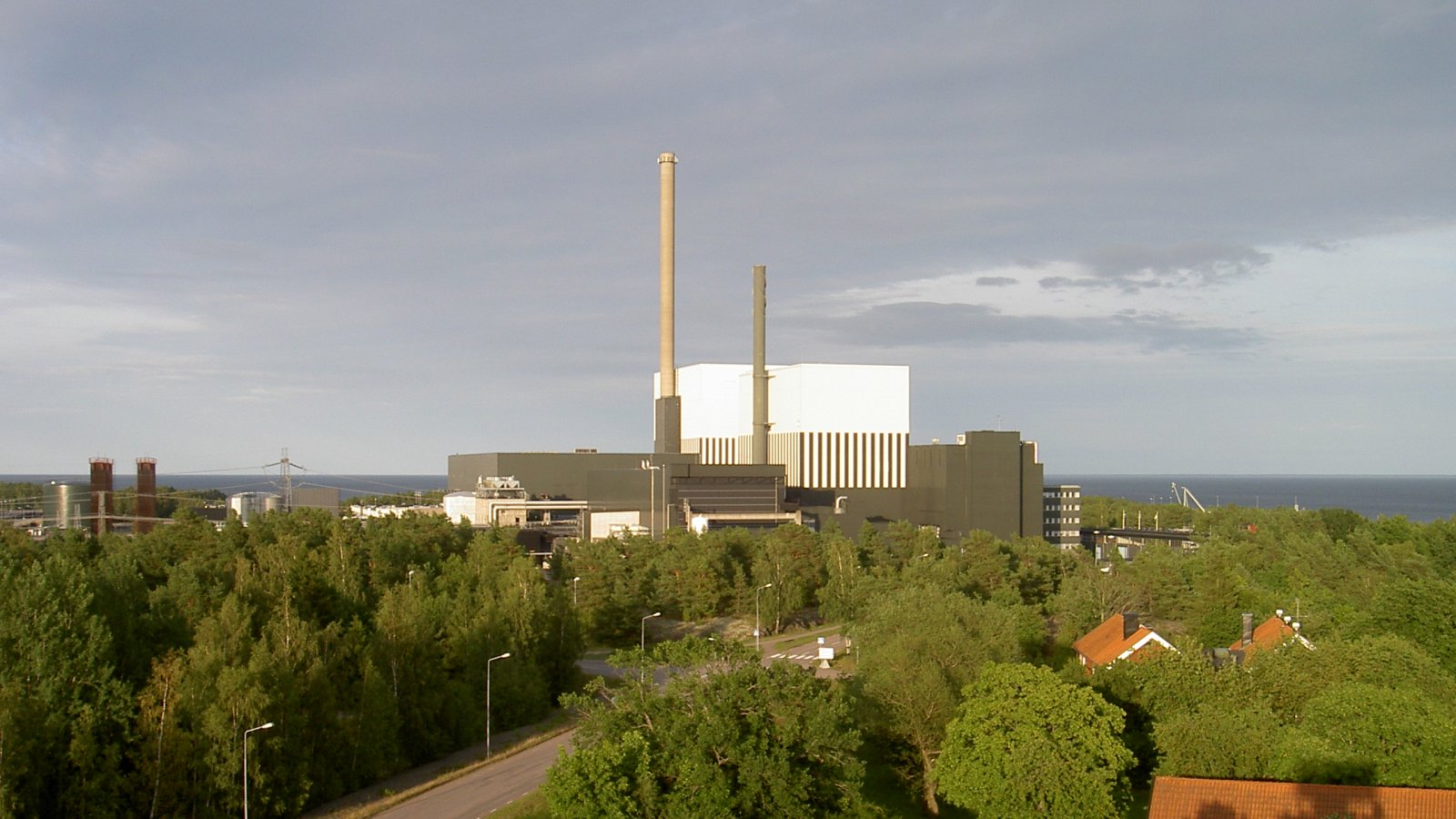
АЕС Оскарсгамн
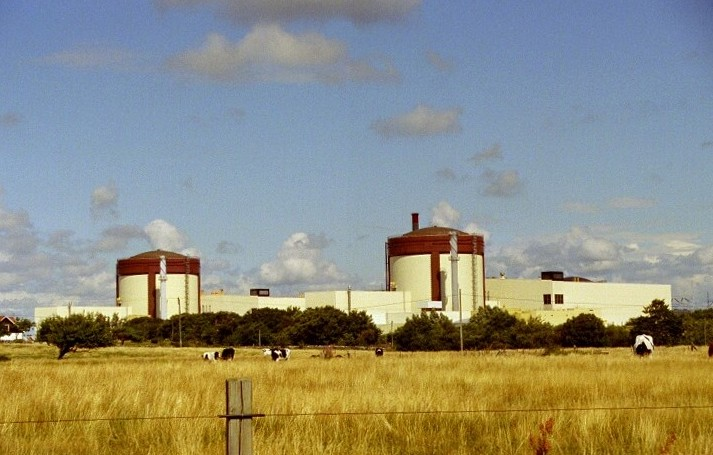
АЕС Рінґгальс
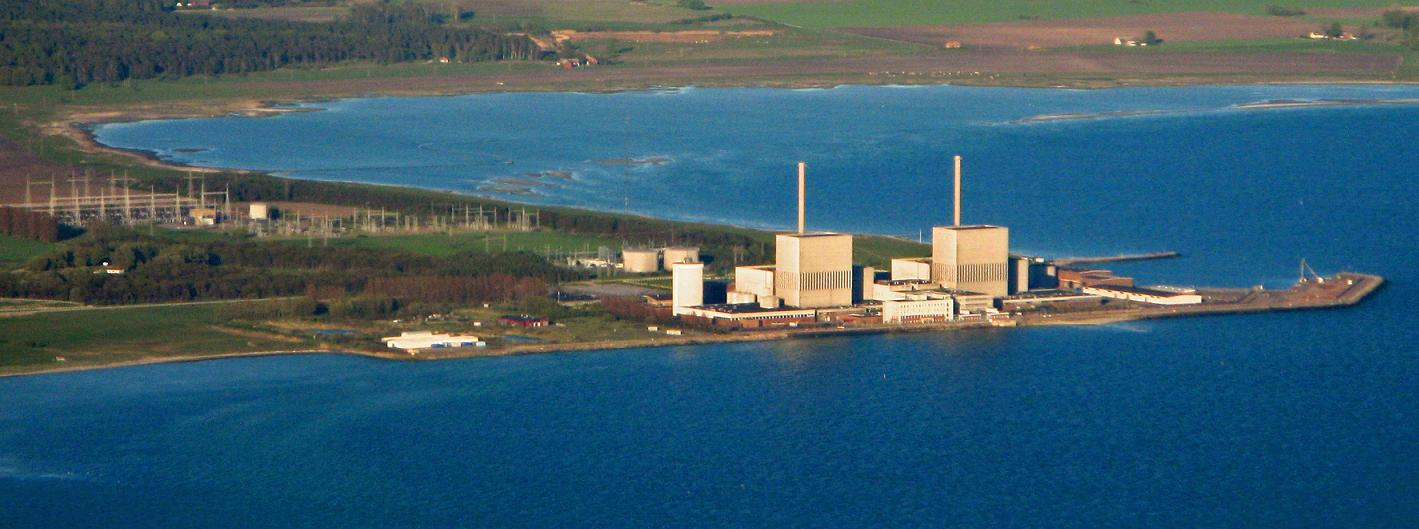
АЕС Барсебек, відключена

## Зовнішні посилання
- Nuclear Power in Sweden. Country Briefings. World Nuclear Association (WNA). January 2009. Процитовано 18 квітня 2009.

Новини
- 3 August 2006, BBC: Swedes shut down some nuclear reactors following testing failures